# خيسوس أورتيز
خيسوس أورتيز هو مبارز بالسيف كوبي، ولد في 17 أبريل 1954.

## وصلات خارجية
- خيسوس أورتيز على موقع أوليمبيديا (الإنجليزية)